# Símbolo niceno-constantinopolitano

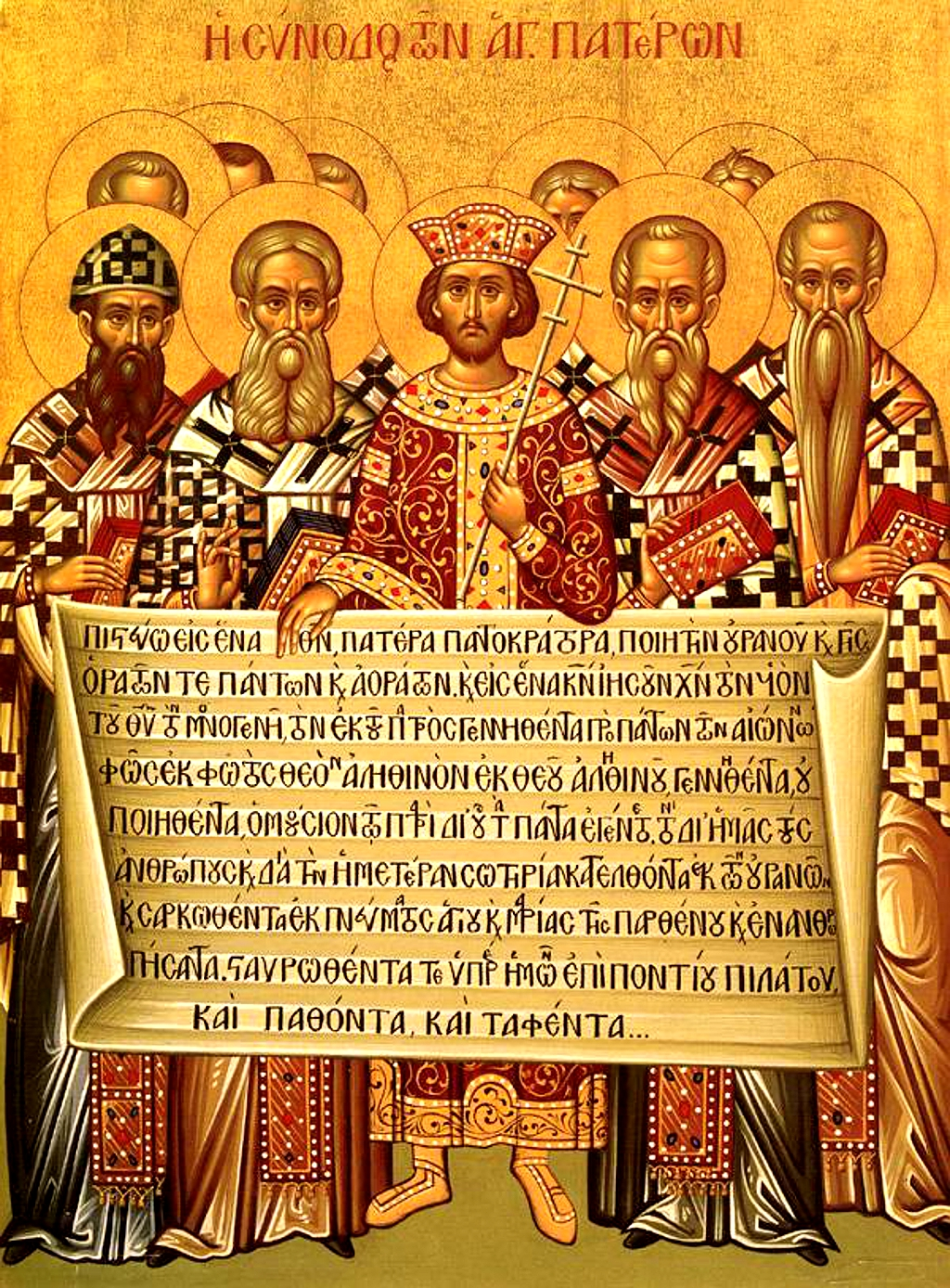
Imagen alegórica rusa del Primer Concilio de Nicea (325). Sin embargo se muestra el texto del credo niceno-constantinopolitano del Primer Concilio de Constantinopla (381) con el inicial πιστεύομεν ("creemos") sustituido por πιστεύω ("creo"), como en la liturgia

El símbolo niceno-constantinopolitano o credo niceno es un símbolo de la fe, una declaración dogmática de los contenidos de la fe cristiana, promulgada en el Concilio de Nicea I (325) y ampliada en el Concilio de Constantinopla (381). 
El objeto del credo niceno fue consensuar una definición de los dogmas de la fe cristiana, impedida hasta entonces por la escasa institucionalización y las fuertes variantes regionales. 
El principal adversario de la doctrina nicena fue el arrianismo, corriente teológica liderada por el sacerdote norteafricano Arrio, quien no quiso aceptar que Jesucristo era Dios mismo (concepto de Trinidad) como propuso interpretar el teólogo Atanasio en el Concilio de Nicea I; otros problemas teológicos, en especial trinitarios, no se resolverían hasta el Primer Concilio de Constantinopla, cuando el carácter divino del Espíritu Santo se afirmó definitivamente.
A raíz de ello se denomina cristianismo niceno a la profesión de fe de estos concilios ecuménicos, en contraposición a las doctrinas heterodoxas clásicas del cristianismo, condenadas por ser consideradas heréticas en dichos concilios u otros anteriores, como lo son el arrianismo, el macedonianismo, el apolinarismo y el maletanismo.  

## El credo
El credo resume los principios básicos de la fe cristiana de una manera relativamente sencilla, con la intención de proporcionar un recurso para memorizarlos y proclamarlos a los fieles. Implícitamente condena los errores más difundidos, como medio para identificar las posibles disidencias; modificaciones posteriores del credo buscarían dar mayor precisión a la definición de las herejías contemporáneas.
La versión ampliada del símbolo niceno dictada en el Concilio de Constantinopla I (381), que se denomina símbolo niceno-constantinopolitano, surgió por la necesidad de la Iglesia de establecer claramente lo que debe creer cualquier bautizado sobre el Espíritu Santo, y en contra de las ideas heréticas de ese momento.
El credo niceno-constantinopolitano, símbolo de la fe, es aceptado por la Iglesia católica, las Iglesias ortodoxas bizantinas, las Iglesias ortodoxas orientales, la Iglesia del Oriente (actualmente dividida en Iglesia asiria del Oriente y Antigua Iglesia del Oriente), la anglicana, y la mayoría de las Iglesias protestantes.
Hay desacuerdo sobre una de las añadiduras en la versión latina:  Filioque. No hay problemas acerca de la otra: Deum de Deo.
Para la gran mayoría de las denominaciones cristianas, el credo niceno-constantinopolitano constituye una base central e incontrovertible de la fe. La profesión del mismo es parte de la celebración católica y ortodoxa de la misa, y forma parte de la prédica de la mayoría de las iglesias protestantes; el Acuerdo de Lausana de 1974 lo incluyó como base de la práctica evangélica.
Las denominaciones que rechazan en todo o en parte el credo —entre ellas mormones, testigos de Jehová,  arrianos y unitaristas— son frecuentemente catalogadas por las otras de no cristianas, lo que ha provocado agrias disputas y aun acciones legales en los Estados Unidos.

## Texto del credo de Nicea (año 325)
Creemos en un solo Dios, Padre todopoderoso, creador de todas las cosas visibles e invisibles; y en un solo Señor Jesucristo, el Hijo de Dios; unigénito nacido del Padre, es decir, de la sustancia del Padre; Dios de Dios, luz de luz, Dios verdadero de Dios verdadero; engendrado, no creado; de la misma naturaleza que el Padre; por quien todo fue hecho: tanto lo que hay en el cielo como en la tierra; que por nosotros, los hombres, y por nuestra salvación bajó y se encarnó, se hizo hombre, padeció y resucitó al tercer día, (y) subió a los cielos, vendrá a juzgar a vivos y muertos; y en el Espíritu Santo. Y a los que dicen: hubo un tiempo en que no existió y: antes de ser engendrado no existió y: fue hecho de la nada o de otra hipóstasis o naturaleza, pretendiendo que el Hijo de Dios es creado y sujeto de cambio y alteración, a éstos los anatematiza la Iglesia católica.

## Texto del credo niceno-constantinopolitano (año 381) en español
Credo niceno-constantinopolitano (año 381)
Creemos en un solo Dios,
Padre todopoderoso,
Creador del cielo y de la tierra,
de todo lo visible y lo invisible;
y en un solo Señor, Jesucristo, el unigénito de Dios,
nacido del Padre antes de todos los siglos,
luz de luz,
Dios verdadero de Dios verdadero;
engendrado, no creado, consustancial con el Padre,
por quien todo fue hecho;
que por nosotros los hombres y por nuestra salvación
bajó del cielo
y se encarnó por obra del Espíritu Santo
y de María la Virgen
y se hizo hombre;
por nuestra causa fue crucificado
en tiempo de Poncio Pilato
y padeció y fue sepultado,
y resucitó al tercer día
según las Escrituras
y subió al cielo;
y está sentado a la derecha del Padre;
y de nuevo vendrá con gloria, para juzgar a vivos y muertos,
y su reino no tendrá fin.
Y en el Espíritu Santo, Señor y dador de vida,
que procede del Padre;
que con el Padre y el Hijo recibe una misma
adoración y gloria,
que habló por los profetas.
Creemos en la Iglesia una, santa, católica y apostólica.
Confesamos un solo bautismo para la remisión de los pecados.
Esperamos la resurrección de los muertos
y la vida del mundo futuro. Amén.
Credo niceno (325)
Creemos en un solo Dios,
Padre todopoderoso,
creador de todas las cosas
visibles e invisibles;
y en un solo Señor Jesucristo, el Hijo de Dios; unigénito
nacido del Padre, es decir, de la sustancia del Padre;
Dios de Dios, luz de luz,
Dios verdadero de Dios verdadero;
engendrado, no creado; de la misma naturaleza que el Padre;
por quien todo fue hecho: tanto lo que hay en el cielo como en la tierra;
que por nosotros, los hombres, y por nuestra salvación
bajó y se encarnó,
se hizo hombre,

padeció
y resucitó al tercer día,

(y) subió a los cielos,
vendrá a juzgar a vivos y muertos;

y en el Espíritu Santo.

Y a los que dicen:
hubo un tiempo en que no existió
y: antes de ser engendrado no existió
y: fue hecho de la nada o de otra hipóstasis o naturaleza,
pretendiendo que el Hijo de Dios es creado
y sujeto de cambio y alteración,
a éstos los anatematiza la Iglesia católica.

## Texto del credo niceno-constantinopolitano (año 381) original
Πιστεύομεν εἰς ἕνα Θεόν πατέρα παντοκράτορα, ποιητὴν οὐρανοῦ καὶ γῆς ὁρατῶν τε πάντων καὶ ἀοράτων·
καὶ εἰς ἕνα Κύριον Ἰησοῦν Χριστόν τὸν υἱὸν τοῦ Θεοῦ τὸν Μονογενῆ, τὸν ἐκ τοῦ Πατρὸς γεννηθέντα πρὸ πάντων τῶν αἰώνων,
Φῶς ἐκ Φωτός, Θεὸν ἀληθινὸν ἐκ Θεοῦ ἀληθινοῦ, γεννηθέντα οὐ ποιηθέντα, ὁμοούσιον τῷ Πατρί, δι' οὗ τὰ πάντα ἐγένετο·
τὸν δι' ἡμᾶς τοὺς ἀνθρώπους καὶ διὰ τὴν ἡμετέραν σωτηρίαν κατελθόντα ἐκ τῶν οὐρανῶν, καὶ σαρκωθέντα
ἐκ Πνεύματος Ἁγίου καὶ Μαρίας τῆς παρθένου, καὶ ἐνανθρωπήσαντα,
σταυρωθέντα τε ὑπὲρ ἡμῶν ἐπὶ Ποντίου Πιλάτου, καὶ παθόντα καὶ ταφέντα,
καὶ ἀναστάντα τῇ τρίτῃ ἡμέρᾳ κατὰ τὰς γραφάς,
καὶ ἀνελθόντα εἰς τοὺς οὐρανοὺς, καὶ καθεζόμενον ἐκ δεξιῶν τοῦ Πατρός,
καὶ πάλιν ἐρχόμενον μετὰ δόξης κρῖναι ζῶντας καὶ νεκρούς, οὗ τῆς βασιλείας οὐκ ἔσται τέλος·
καὶ εἰς τὸ Πνεῦμα τὸ Ἅγιον, τὸ Κύριον καὶ Ζωοποιόν,
τὸ ἐκ τοῦ Πατρὸς ἐκπορευόμενον,
τὸ σὺν Πατρὶ καὶ Υἱῷ συμπροσκυνούμενον καὶ συνδοξαζόμενον,
τὸ λαλῆσαν διὰ τῶν προφητῶν·
εἰς μίαν, ἁγίαν, καθολικὴν καὶ ἀποστολικὴν ἐκκλησίαν·
ὁμολογοῦμεν ἓν βάπτισμα εἰς ἄφεσιν ἁμαρτιῶν·
προσδοκοῦμεν ἀνάστασιν νεκρῶν.
καὶ ζωὴν τοῦ μέλλοντος αἰῶνος. ἀμήν.

## Texto griego litúrgico
En el idioma griego ortodoxos y católicos usan el texto original del Símbolo niceno-constantinopolitano (sin las inserciones latinas Deum de Deo y Filioque) cambiando sólo lοs verbos πιστεύομεν (creemos), ὁμολογοῦμεν (confesamos) προσδοκοῦμεν (esperamos) en πιστεύω (creo) ὁμολογῶ (confieso) προσδοκῶ (espero).

Πιστεύω εἰς ἕνα Θεόν, Πατέρα, Παντοκράτορα, ποιητὴν οὐρανοῦ καὶ γῆς, ὁρατῶν τε πάντων καὶ ἀοράτων.
Καὶ εἰς ἕνα Κύριον Ἰησοῦν Χριστόν, τὸν Υἱὸν τοῦ Θεοῦ τὸν μονογενῆ, τὸν ἐκ τοῦ Πατρὸς γεννηθέντα πρὸ πάντων τῶν αἰώνων·
φῶς ἐκ φωτός, Θεὸν ἀληθινὸν ἐκ Θεοῦ ἀληθινοῦ, γεννηθέντα οὐ ποιηθέντα, ὁμοούσιον τῷ Πατρί, δι' οὗ τὰ πάντα ἐγένετο.
Τὸν δι' ἡμᾶς τοὺς ἀνθρώπους καὶ διὰ τὴν ἡμετέραν σωτηρίαν κατελθόντα ἐκ τῶν οὐρανῶν καὶ σαρκωθέντα
ἐκ Πνεύματος Ἁγίου καὶ Μαρίας τῆς Παρθένου καὶ ἐνανθρωπήσαντα.
Σταυρωθέντα τε ὑπὲρ ἡμῶν ἐπὶ Ποντίου Πιλάτου, καὶ παθόντα καὶ ταφέντα.
Καὶ ἀναστάντα τῇ τρίτῃ ἡμέρᾳ κατὰ τὰς Γραφάς.
Καὶ ἀνελθόντα εἰς τοὺς οὐρανοὺς καὶ καθεζόμενον ἐκ δεξιῶν τοῦ Πατρός.
Καὶ πάλιν ἐρχόμενον μετὰ δόξης κρῖναι ζῶντας καὶ νεκρούς, οὗ τῆς βασιλείας οὐκ ἔσται τέλος.
Καὶ εἰς τὸ Πνεῦμα τὸ Ἅγιον, τὸ κύριον, τὸ ζωοποιόν,
τὸ ἐκ τοῦ Πατρὸς ἐκπορευόμενον,
τὸ σὺν Πατρὶ καὶ Υἱῷ συμπροσκυνούμενον καὶ συνδοξαζόμενον,
τὸ λαλῆσαν διὰ τῶν προφητῶν.
Εἰς μίαν, Ἁγίαν, Καθολικὴν καὶ Ἀποστολικὴν Ἐκκλησίαν.
Ὁμολογῶ ἓν βάπτισμα εἰς ἄφεσιν ἁμαρτιῶν.
Προσδοκῶ ἀνάστασιν νεκρῶν.
Καὶ ζωὴν τοῦ μέλλοντος αἰῶνος. Ἀμήν.

## Texto litúrgico latino
Symbolum Nicaenum Constantinopolitanum:
Credo in unum Deum,
Patrem omnipotentem,
Factorem caeli et terrae,
visibilium omnium et invisibilium.
Et in unum Dominum Iesum
Christum,
Filium Dei unigenitum
et ex Patre natum
ante omnia saecula,
Deum de Deo,
Lumen de Lumine,
Deum verum de Deo vero,
genitum, non factum,
consubstantialem Patri:
per quem omnia facta sunt:
qui propter nos homines
et propter nostram salutem,
descendit de caelis,
et incarnatus est de Spiritu Sancto
ex Maria Virgine
et homo factus est,
crucifixus etiam pro nobis sub Pontio Pilato
passus et sepultus est,
et resurrexit tertia die secundum Scripturas,
et ascendit in caelum,
sedet ad dexteram Patris,
et iterum venturus est cum gloria,
iudicare vivos et mortuos,
cuius regni non erit finis.
Et in Spiritum Sanctum,
Dominum et vivificantem,
qui ex Patre Filioque procedit,
qui cum Patre et Filio
simul adoratur et conglorificatur,
qui locutus est per Prophetas.
Et unam sanctam catholicam
et apostolicam Ecclesiam.
Confiteor unum Baptisma
in remissionem peccatorum.
Et exspecto resurrectionem mortuorum,
et vitam venturi saeculi.
Amen.